# Boasjön (Ronneby socken, Blekinge)
Boasjön är en sjö i Ronneby kommun i Blekinge och ingår i Ronnebyåns huvudavrinningsområde.